# Натяжной ролик

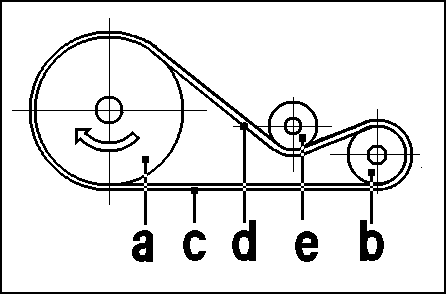
Схема ремённой передачи с натяжным роликом:
a — большой шкив
b — малый шкив
c — ремень
d — область повышенного износа ремня
e — натяжной ролик

Натяжной ролик (леникс) — элемент ремённой передачи: ненагруженный шкив с перемещаемой осью вращения и предназначен для поддержания натяжения ремня, а также для увеличения угла обхвата малого шкива. Используется в передачах с малым межосевым расстоянием и большим передаточным числом; установка ролика целесообразна вблизи от малого шкива на ведомой ветви. Недостатком применения натяжного ролика являются дополнительные перегибы ремня, приводящие к снижению его долговечности.